# Кулеши (Орловская область)
Кулеши — деревня в Новодеревеньковском районе Орловской области России. 
Административный центр Суровского сельского поселения в рамках организации местного самоуправления и административный центр Суровского сельсовета в рамках административно-территориального устройства.

## География
Расположена в 14 км к северу от райцентра, посёлка городского типа Хомутово, и в 89 км к востоку от центра города Орёл.

## Население
| 1857 | 1859 | 1915 | 2002 | 2010 |
| ---- | ---- | ---- | ---- | ---- |
| 604  | ↗640 | ↗915 | ↘304 | ↘250 |

Согласно результатам переписи 2002 года, в национальной структуре населения русские составляли 93 % от жителей.